# Enos (série télévisée)
Pour les articles homonymes, voir Enos.
Enos est une série télévisée américaine en 17 épisodes de 48 minutes diffusée entre le 12 novembre 1980 et le 20 mai 1981 sur CBS. Ce spin-off de Shérif, fais-moi peur est inédit dans les pays francophones.

## Synopsis
Quand l'officier Enos Strate capture deux célèbres méchants dans le comté de Hazzard (dans un épisode de Shérif, fais-moi peur), il est invité à quitter le comté pour rejoindre une branche spéciale de la police à Los Angeles. Il y fait équipe avec un partenaire afro-américain, Turk Adams, et avec le lieutenant Broggi. Maintenant les bandits de Los Angeles n'ont qu'a bien se tenir : Enos veille !

## Distribution
- Sonny Shroyer : Officier Enos Strate
- Samuel E. Wright : Officier Turk Adams
- John Dehner : Lieutenant Joseph Broggi
- John Milford : Capitaine Dempsey
- Leo Gordon : Sergent Kick
- Len Lesser : Solly

## Épisodes
1. Uncle Jesse's Visit (avec Denver Pyle : oncle Jesse Duke)
2. Where's the Corpus?
3. Grits and Greens Strike Again
4. Blu Flu
5. Horse Cops (avec James Best : le shérif Rosco P. Coltrane)
6. Snow Job
7. House Cleaners
8. One Daisy Per Summer (avec Catherine Bach : Daisy Duke)
9. The Head Hunter
10. The Hostage
11. Now You See Him, Now You Don't
12. Once and Fur All
13. Cops at Sea
14. The Moonshiners
15. The Shaming of the Shrew
16. Pistol Packing Enos
17. Forever Blowing Bubbles

## Autour de la série
- Série inédite en France.
- Dans trois épisodes, on peut voir trois personnages de Shérif, fais-moi peur : oncle Jesse Duke, le shérif Rosco P. Coltrane et Daisy Duke.
- Michelle Pfeiffer tient l'un de ses tout premiers rôles dans l'épisode un de la série.